# Michail Michailowitsch Fonin
Michail Michailowitsch Fonin (russisch Михаил Михайлович Фонин; * 1905; † 1974) war von 1939 bis 1947 Generalsekretär der kommunistischen Partei der Turkmenischen SSR.
Michail Fonin wurde 1905 geboren und trat 1929 der Kommunistischen Partei der Sowjetunion bei. Er stieg bald in der Rangordnung der Partei auf. 1939 wurde er zum Generalsekretär der Turkmenischen SSR ernannt und blieb bis März 1947 in diesem Amt. 
Als Generalsekretär wurde er von Schadscha Batyrow abgelöst. Michail Fonin war der letzte ethnische Russe in dieser Position, anschließend wurde dieses Amt nur noch von Turkmenen bekleidet. Ab den 1950er Jahren war er bis zu seinem Lebensende im sowjetischen Landwirtschaftsministerium tätig. Fonin starb 1974.